# 9K112眼鏡蛇反坦克導彈
9K112「眼鏡蛇」（德語：9K112 Kobra，“Kobra”在土耳其語的意思是眼鏡蛇）是一系列由前苏联設計局諾德爾曼精密工程設計局所研製和生產的瞄准线半自动指令无线电制導式反坦克导弹系統，9K112是俄罗斯国防部火箭炮兵装备总局（GRAU）的代號。其導彈本身被稱為9M112；而北約代號為AT-8「歌唱家」（英語：AT-8 Songster）。
它是由T-64和T-80系列坦克的2A46 125毫米主砲所發射的炮射導彈。而基於它的相同概念的新型設計就是9M119反坦克導彈（北約代號：AT-11「狙擊手」）。

## 歷史
1956年，蘇聯開始研製第一代導彈坦克，當時由尼基塔·謝爾蓋耶維奇·赫魯曉夫向坦克工業人民委員維亞切斯拉夫·亞歷山德羅維奇·馬雷舍夫（V.A. Malyshev）下令向武器設計局灌輸“新思維”。這些“新思維”的一部分就是導彈坦克的研發，包括發射3M7龍式反坦克導彈的IT-1（150工程，Obiekt 150）和搭載9M15颱風反坦克導彈的297工程（Obiekt 297）。然而，這些早期的導彈坦克設計卻悉數以失敗告終。裝備這類導彈的坦克無法打擊周邊300公尺（328.08碼，984.25英尺）而產生火力覆蓋盲區，早期導引技術的限制使得導彈坦克難以與近距目標交戰；而且早期型導彈的尺寸亦大大限制了其載彈量。倘若採用火炮／飛彈混合式設計亦會導致主砲與導彈攜彈量大減，得不償失。
而這些限制卻引導出了更先進的混合系統研發，而導彈是由坦克主砲的炮管所發射的。這個概念的第一代產物是775工程坦克，配備125毫米线膛炮，既可以發射高爆非制導火箭彈，也可以發射無線電指令制導式砲彈。其制導型砲彈被稱為红宝石（Ruby，Rubin）；而非制導火箭彈則是鑽頭（Drill，Bur）。該坦克可攜帶24枚红宝石導彈和48枚鑽頭式火箭 彈。但該計劃仍然失敗了，因為红宝石的锥形装药彈頭不足以發揮效能，而且部份認為擔心導彈的指令鏈路可能會被卡住。
即使如此。蘇聯在1960年代期間仍然繼續研發搭載導彈，但直到1970年代才再次對這一概念給予了認真的關注。這可能是因為三個因素：
- 美國為M551「謝里登」輕型戰車和M60A2「巴頓」主戰坦克而研發的152毫米火炮射導彈系統。
- 北約反坦克导弹，比如BGM-71拖式和歐洲導彈HOT式系統的研發；兩者都有著要高於現代坦克炮的遠距離準確度。
- 武裝直升機的威脅性增加，例如贝尔AH-1「眼鏡蛇」攻击直升机。導彈可以提供一定程度的保護，用以對付在樹梢懸停的敵方直升機。

1970年代初，諾德爾曼精密工程設計局開始研發第二代蘇聯管射式制導砲彈。瞄准线半自动指令无线电制導的眼鏡蛇導彈系統與紅外線導引的「鈍頭蝮蛇」（Gyurza）系統作競標。「鈍頭蝮蛇」導彈因其紅外線制導系統實在棘手而失標，使得眼鏡蛇導彈獲得了9K112的GRAU編號並且投入生產。1976年，首次將9K112安裝在T-64B（447A工程）的新版本的自動裝彈機以內。1978年，其後問世的T-80B（219R工程）也配備了該反坦克導彈系統。而另一方面，「鈍頭蝮蛇」系統仍繼續研發，移除了紅外線制導系統，轉而採用無線電制導——然後將其發展成為9K114「風暴」（Shturm；北約代號：AT-6「螺旋」）。

## 描述
9K112「眼鏡蛇」導彈是由兩部分所組成：

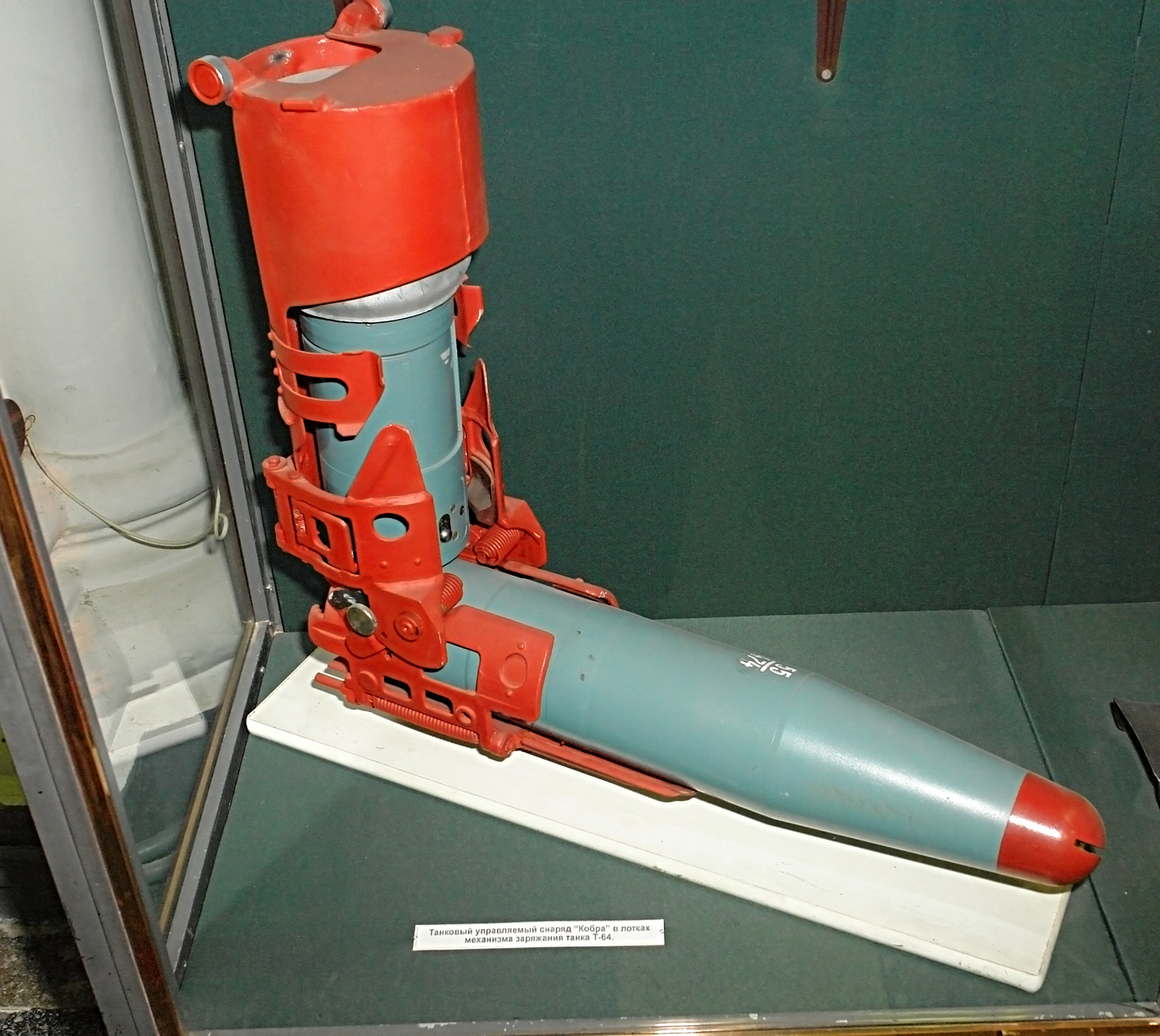
導彈的首尾兩部分，正在自動裝彈機構以內到達裝填滑槽時組裝為一體。

- 9M43彈首——包含9M129锥形装药彈頭和9D129固體燃料火箭
- 9B447彈尾——包含一枚電池、飛行控制器、用於跟踪坦克導航系統的光源和接收來自坦克命令的小天線

導彈的兩個獨立部分以與傳統125毫米口徑滑膛炮彈相同的方式存儲在坦克的自動裝彈機以內。當要將導彈吊起以後裝填火炮時，首尾兩半才組裝為一體。
9K112炮射導彈可以三種模式中的任何一種發射：
- 主要模式——將坦克炮抬高至瞄準線（英语：Line-of-sight (missile)）3°以減少導彈發射時所產生的塵埃量。這是至關重要的事項，因為坦克必須同時看到打擊的目標和位於導彈後部的光源，以便於將該導彈引導到目標。導彈系統採用了瞄准线半自动指令引導原理，炮手必須將十字式瞄準線保持在目標的中心，而1A33火控系統則是產生航向校正訊號，並且向導彈播放。在這種模式下，4,000公尺的精度估計為80％。
- 彈道模式——同樣將坦克炮抬高至瞄準線3°。然後導彈就在炮手的瞄準線上方3—5公尺飛行，直到到達目標之前才向瞄準線掉下。這可進一步減少導彈飛行時所捲起的塵埃量，並且減少了導彈制導系統失去對導彈的控制的機率。
- 緊急模式——該模式僅適用於目標在1,000公尺的範圍以內突然出現、而且導彈已經裝填上膛的情況以下。坦克炮只抬高至目標瞄準線上方40分鐘的弧度，而且指令鏈接會提前激活。在這種模式下，命中概率較低。

該導彈的初速為125米／秒（450公里／小時；279.617英里／小時），在峰值時增至最大800米／秒（2,880公里／小時；1,789.549英里／小時，马赫數2.35），但平均350至400米／秒（1,260—1,440公里／小時；782.93—894.77英里／小時，馬赫數1.03—1.18）。達到4,000公尺的飛行時間為9—10秒。導彈裝有一枚4.5千克的高爆反坦克彈頭，可以貫穿600毫米的軋壓均質裝甲。

## 衍生型
- 9K112「眼鏡蛇」：
  - 9M112——導彈的基本版本，於1976年開始服役，並且用作T-64B的9K112炮射導彈系統的一部分。它亦是9N144彈頭的原初版本。
- 9K112-1「眼鏡蛇-U」：
  - 9M112-1——於1976年推出，用作T-64B的9K112-1炮射導彈系統的一部分。可以貫穿500—550毫米的軋壓均質裝甲。
  - 9M112-2——於1984年投入服役，採用改進型電子設備。
  - 9M112M——升級改裝型，於1977年接受測試並且於1978年獲得採用，用作T-80B的9K112-1炮射導彈系統的一部分，可使得裝甲貫穿率提高20％。1979年開始生產。
  - 9M112M2——裝有改進型電子裝置和更強力的9N138彈頭的版本，裝甲貫穿率比原初型號增加了40％。可以貫穿550—600毫米的軋壓均質裝甲。1979年推出，於1983年開始測試。導彈的尺寸和操作條件保持不變。
- 9K117「黎明」：
  - 9M124——9M112M2的衍生型，設計相似，但裝有新型而更強大的9N144彈頭（相對於導彈的基本衍生型，裝甲貫穿率提高了80％）。可以貫穿650—700毫米的軋壓均質裝甲。1985年推出。
  - 9M128——被命名為“阿戈納”（Agona）的升級型導彈系統，裝有原型9N149串聯裝藥式彈頭；1984年開始研發展始，但在1985年，9M119「斯維里」／「反射」式反坦克導彈系統獲投入服役，並且取代了“阿戈納”。然而，在1986年，“阿戈納”進入了國家試驗，並且於1988年投入服役。

## 使用國

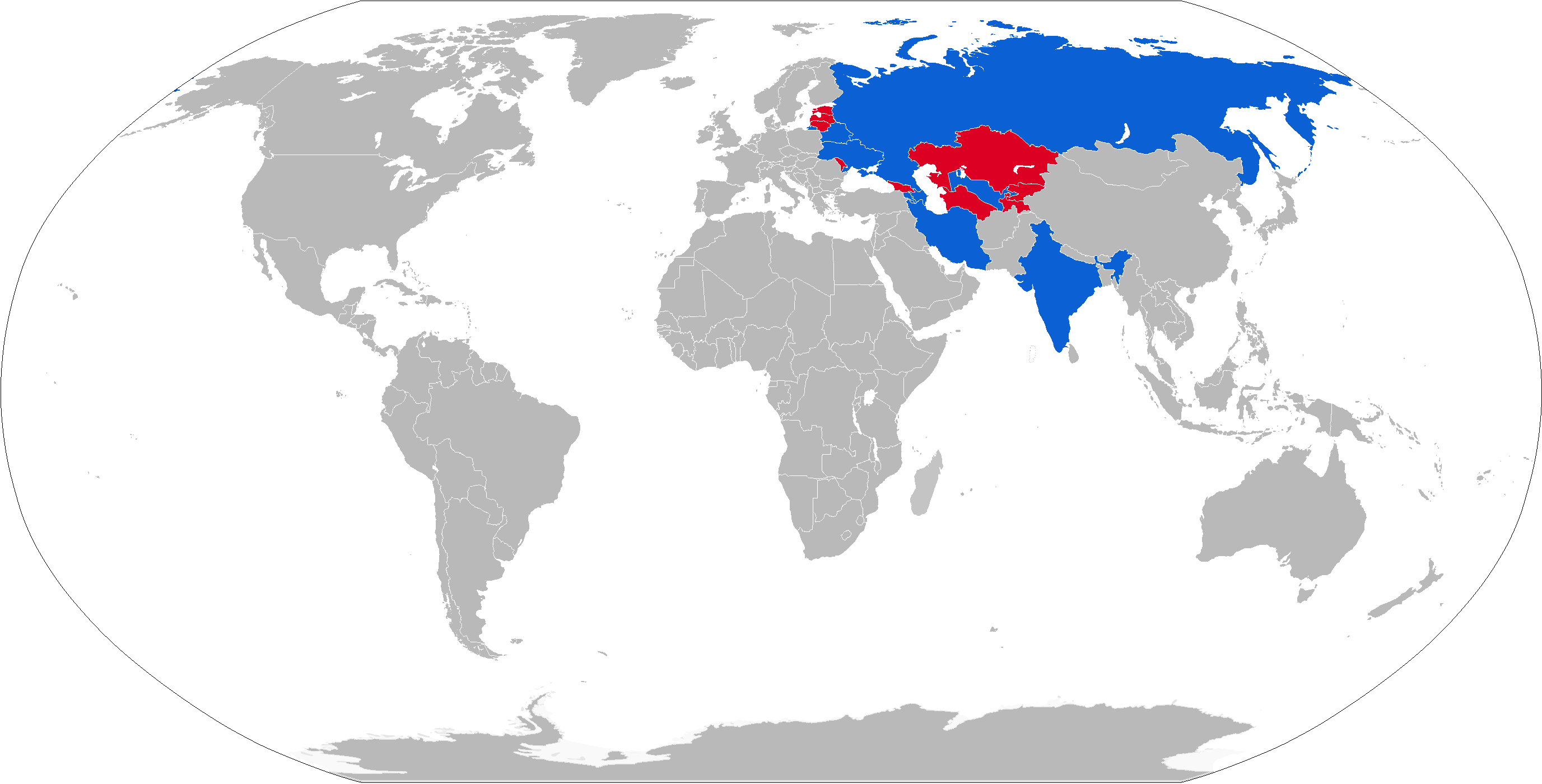
藍色為9K112「眼鏡蛇」的使用國，而紅色則是前使用國。

### 現在的使用國
- 亞美尼亞[2]
- 白俄羅斯
- 印度
- 伊朗
- 俄羅斯
- 乌克兰

### 過去的使用國
- 苏联：在解體之前。

## 資料來源
1. ↑  Russian ATGMs.
2. ↑   （页面存档备份，存于） - Russia Today, October 12, 2011.

- Hull, A.W., Markov, D.R., Zaloga, S.J. (1999). Soviet/Russian Armor and Artillery Design Practices 1945 to Present. Darlington Productions. ISBN 1-892848-01-5.
- Janes Armour and Artillery 2005-2006, ISBN 0-7106-2686-X

## 外部連接
- （德文）—Das Panzerdetail - Lenkwaffenanlage 9K112 KOBRA für T-80B und T-64B
- （英文）—AT-8 (Songster) Anti-Tank Guided Missile（页面存档备份，存于）
- （俄文）—Ракетная техника—Комплекс управляемого танкового вооружения 9К112 Кобра（页面存档备份，存于）